# پوروژنیه
پوروژنیه (به لاتین: Porozhneye) یک منطقهٔ مسکونی در روسیه است که در سرزمین آلتای واقع شده‌است.